# Peter Eggers
Peter Alex Tomas Eggers es un actor sueco que interpretó a Von Rosen en la película Ondskan y a Johan Gustav Dåådh en la serie Anno 1790.

## Biografía
Es hijo de la actriz sueca Catrin Eggers, tiene tres hermanos: Beatrice Eggers, Thommy Eggers y la actriz Maria Eggers.
Es sobrino del actor sueco Per Eggers.
Se entrenó en "The Swedish Academic School of Drama".

## Carrera
En 2001 apareció como invitado en el primer episodio de la segunda temporada de la serie En dag i taget donde interpretó al paciente Kille.
En 2011 se unió al elenco principal de la serie Anno 1790 donde interpretó al inspector de la policía Johan Gustav Dåådh, hasta el final de la serie ese mismo año.
En el 2013 apareció como invitado en la popular serie danesa Borgen donde interpretó a un político socialdemócrata.
En 2014 se unió al elenco recurrente de la serie Piratskattens hemlighet donde dio vida a Stefan.
En 2015 se unió al elenco de la serie The Hundred Code donde dio vida a Göran.
En el 2016 se unió a la película de terror Zon 261 donde interpretó a Beck-Friis. Ese mismo año apareció en la película Nationen (en inglés: "The Nation") donde dio vida a Felix, un hombre que vive en una nación autoritaria.

## Filmografía[3]

### Series de televisión
| Año  | Título                  | Personaje          | Notas                               |
| ---- | ----------------------- | ------------------ | ----------------------------------- |
| 2018 | Beck                    | Daniel Berggren    | episodio "Ditt eget blod"           |
| 2017 | Vår tid är nu           | Administrador      | episodio "Nyöppningen"              |
| 2015 | The Hundred Code        | Göran              | 10 episodios                        |
| 2014 | Piratskattens hemlighet | Stefan             | 17 episodios                        |
| 2013 | Maria Wern              | Simon              | episodio "Först när givaren är död" |
| 2013 | Borgen                  | Político           | episodio "Du skal ikke bedrive hor" |
| 2011 | Anno 1790               | Johan Gustav Dåådh | 10 episodios                        |
| 2001 | En dag i taget          | Kille              | episodio "Utbrändhet"               |
| 2000 | Skärgårdsdoktorn        | Filip              | 3 episodios                         |
| 1997 | Snoken                  | Jonas Sandler      | episodio "Skenet bedrar"            |
| 1996 | Skuggornas hus          | Anders             | 3 episodios - miniserie             |
| 1995 | Du bestämmer            | -                  | episodio "Sanning eller konsekvens" |

### Películas
| Año  | Título             | Personaje  | Notas |
| ---- | ------------------ | ---------- | --- |
| 2017 | Operation Ragnarök | Beck-Friis | junto a Hafþór Júlíus Björnsson, Bahar Pars, Malin Arvidsson, Jonas Malmsjö, Dag Malmberg y Björn Bengtsson              |
| 2016 | Gråzon             | Milo       | corto - junto a Anastasios Soulis, Shanti Roney, Erik Bolin, Anki Larsson y Fredrik Wagner                               |
| 2016 | The Nation         | Felix      | junto a Alba August y Ebba Ribbing                                                                                       |
| 2010 | Fuerteventura      | Jesper     | junto a Lydia Flores Garcia, Luifer Rodríguez, Per Sandström, Maria Villar Lopez y Susanna Waern                         |
| 2003 | Ondskan            | Von Rosen  | junto a Andreas Wilson, Gustaf Skarsgård, Henrik Lundström, Jesper Salén, Filip Berg, Linda Zilliacus y Marie Richardson |

### Videojuegos
| Año  | Título                     | Notas                                    |
| ---- | -------------------------- | ---------------------------------------- |
| 2015 | Wolfenstein: The Old Blood | prestó su voz para las voces adicionales |
| 2014 | Wolfenstein: The New Order | prestó su voz para las voces adicionales |
| 2007 | The Darkness               | prestó su voz para las voces adicionales |

### Departamento editorial
| Año  | Título             | Notas                                         |
| ---- | ------------------ | --------------------------------------------- |
| 2006 | The Rape of Europa | documental - (servicios en línea: Video Arts) |

### Teatro
| Año  | Título         | Personaje | Director             | Teatro | Notas                                                                |
| ---- | -------------- | --------- | -------------------- | ------ | -------------------------------------------------------------------- |
| 2015 | Effekten       | -         | Andreas Kundler      | -      | junto a Frida Beckman, Per Burell e Isabelle Moreau                  |
| 2014 | En Folkefiende | -         | Alexander Mørk-Eidem | -      | junto a Leif Andrée, Andreas Kundler, Louise Peterhoff y Jan Mybrand |